# مسجد آرنوديا
مسجد آرنوديا هو مسجد كبير بُني عام 1594 في بانيا لوكا في البوسنة والهرسك قبل تدميره من قبل جيش جمهورية صرب البوسنة في 7 مايو 1993.
تم هدم المسجد بواسطة المتفجرات في 7 مايو عام 1993 من قبل الميليشيا الصربية. وقد نظمت عمليات الهدم السلطات في جمهورية صرب البوسنة والتي شملت هدم مسجد أرناديا ومسجد فرحات باشا الذي يبعد حوالي 800 متر (2,600 قدم) عن مسجد أرناديا. وقد دمر المسجدين في تلك الليلة وفي إطار زمني قدره 15 دقيقة.
أدين أحد القادة الصرب في بانيا لوكا، (رادوسلاف بردانين) لدوره في تنظيم عملية التطهير العرقي للمدنيين غير الصرب وللدمار الذي لحق بالمسلمين، بما في ذلك المساجد. وقد حكم على رادوسلاف برديانين بالسجن لمدة 32 سنة.

## وصلات خارجية
- البوسنة والهرسك لجنة الحفاظ على المعالم الوطنية
- panoramio.com